# Aculus comatus
Aculus comatus är en spindeldjursart som först beskrevs av Alfred Nalepa 1892.  Aculus comatus ingår i släktet Aculus, och familjen Eriophyidae. Arten är reproducerande i Sverige.